# Małe Białe Stawy

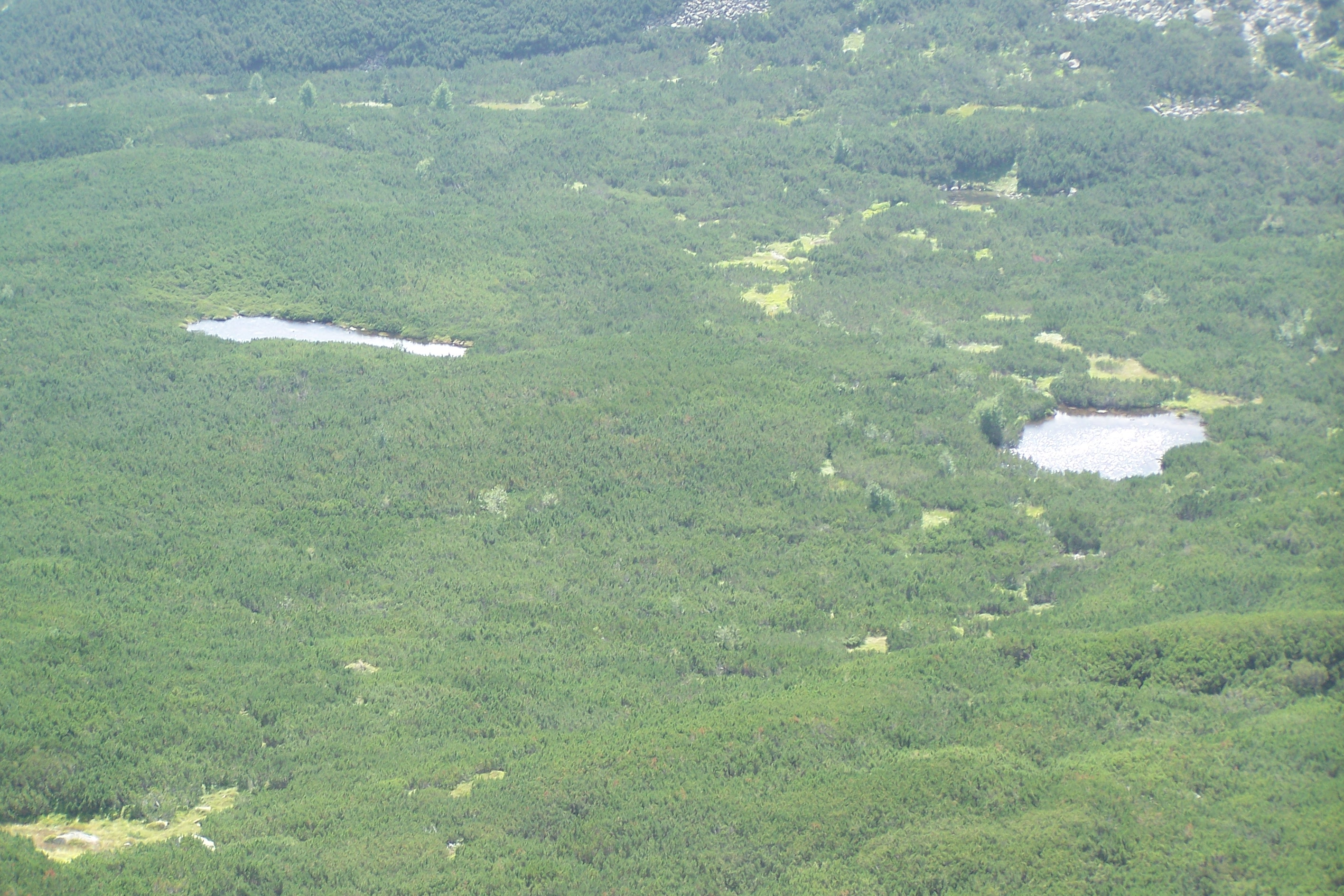
Małe Białe Stawy

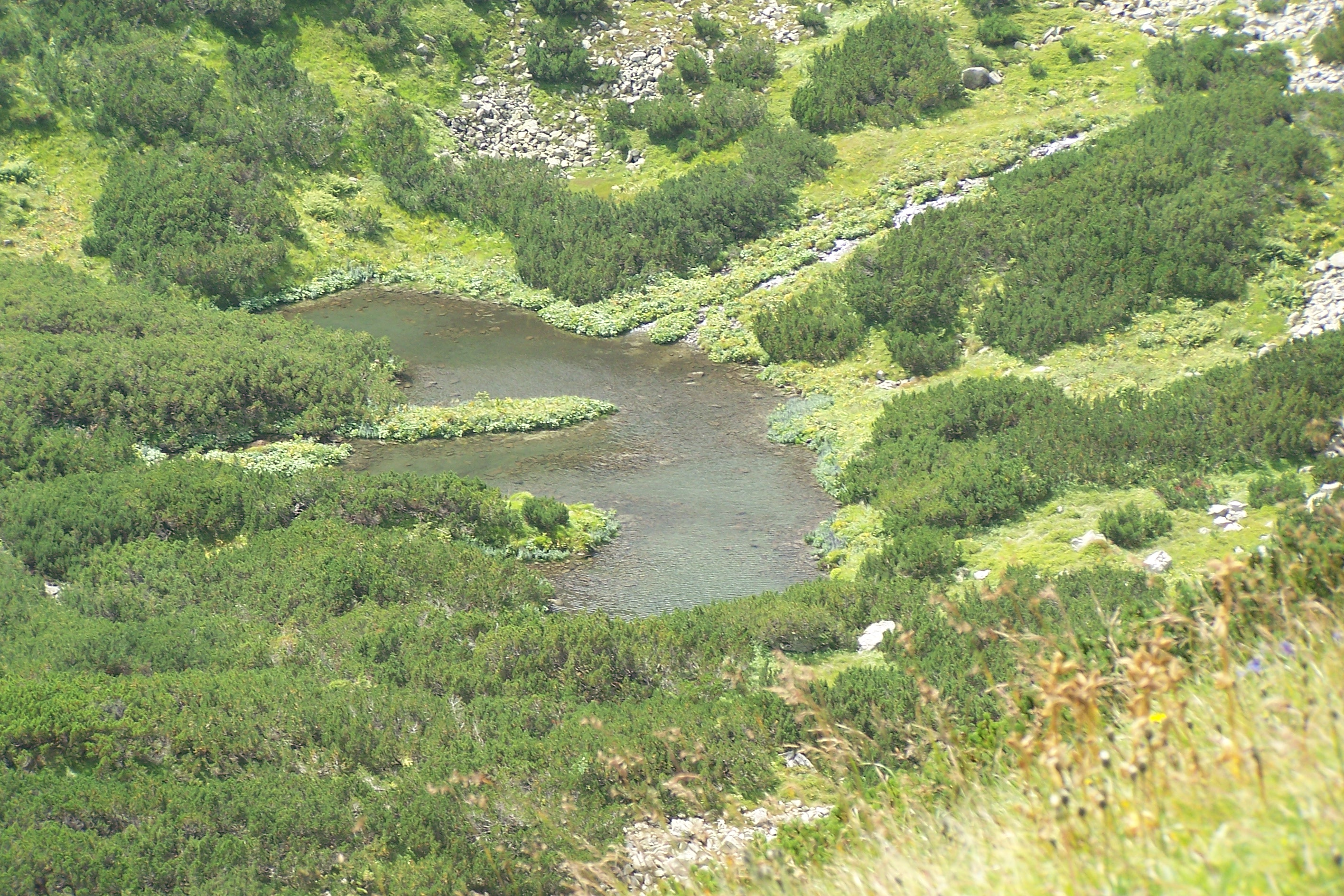
Jeden z grupy Małych Białych Stawów

Małe Białe Stawy (słow. Malé Biele plesá) – grupa siedmiu stawów znajdująca się w Dolinie Białych Stawów (odnoga Doliny Kieżmarskiej) w słowackich Tatrach Wysokich. Są to małe, okresowe stawki położone na wysokości od 1650 m n.p.m. do 1700 m n.p.m. Do tej pory nie są one pomierzone, ponieważ bardzo ciężko określić ich wymiary z racji ich okresowości. Oprócz Małych Białych Stawów w dolinie znajdują się dwa większe stawy, są to Wielki Biały Staw i Stręgacznik. Nieco wyżej, tuż pod Jagnięcym Szczytem znajdują się jeszcze trzy inne stawy, są to Żółty Stawek, Niżni Rzeżuchowy Stawek i Wyżni Rzeżuchowy Stawek. Do Małych Białych Stawów nie prowadzą żadne znakowane szlaki turystyczne, lecz można je zobaczyć z Wyżniej Przełęczy pod Kopą.

## Nazewnictwo
Nazwa Małych Białych Stawów nie pochodzi od ich barwy (z racji torfiastego podłoża mają ciemniejsze zabarwienie), lecz od Białego Potoku Kieżmarskiego, który odwadnia całą Dolinę Białych Stawów.